# 大勳位菊花大綬章
大勳位菊花大綬章（日语：／），日本勲章的一種。僅次於大勳位菊花章頸飾。1876年制定，2003年11月3日更正。

## 概要
授與比旭日大綬章和瑞寶大綬章更高功勞者，亦授與在日本國憲法施行後擔任2年以上的內閣總理大臣，和長期間擔任最高法院院長的例子較多。民間人士之外，除了授與成年的男性皇族（「王」除外），就是對外國元首的禮貌性贈與。若外國元首為女王的情況時，早期以寶冠大綬章代替大勳位菊花章，現在對於女王、女王儲、女性國家元首，一律贈與大勳位菊花大綬章。
會與綬勳證書（記載敘勳內容的獎狀）一起授與，內容並在《官報》內刊載敘勳事項，但在禮貌性贈與外國元首的情況下就不會刊載於《官報》。

## 勳章設計
以象徵日本國旗的的「圓日」圍繞在內圈為八角型與外圈為四角型光芒（旭光）的旭日章周圍，搭配菊花與菊葉。「鈕」仿造菊花造型。「綬」為紅紫色。

## 大日本帝國憲法時代的受章者
大日本帝國憲法施行的時代，計有75人受章。「逝」代表逝世後追贈。
- 有栖川宮熾仁親王　1877年11月2日
- 三條實美　1882年4月11日
- 岩倉具視　1882年11月1日
- 小松宮彰仁親王　1882年12月7日
- 有栖川宮幟仁親王　1886年1月24日
- 北白川宮能久親王　1886年12月29日
- 有栖川宮威仁親王　1886年12月29日
- 久邇宮朝彦親王　1886年12月29日
- 伏見宮貞愛親王　1886年12月29日
- 山階宮晃親王　1886年12月29日
- 閑院宮載仁親王　1887年8月18日
- 島津久光　1887年11月5日
- 中山忠能　1888年5月14日
- 東伏見宮依仁親王　1889年7月15日
- 嘉仁親王（後來的大正天皇）　1889年11月3日
- 伊藤博文　1895年8月5日
- 九條道孝　1900年5月10日
- 黑田清隆　1900年8月25日　逝
- 大山巖　1902年6月3日
- 西鄉從道　1902年6月3日
- 山縣有朋　1902年6月3日
- 賀陽宮邦憲王　1903年11月3日
- 久邇宮邦彦王　1903年11月3日
- 山階宮菊麿王　1903年11月3日
- 梨本宮守正王　1904年11月3日
- 伏見宮博恭王　1905年11月3日
- 井上馨　1906年4月1日
- 桂太郎　1906年4月1日
- 東鄉平八郎　1906年4月1日
- 德大寺實則　1906年4月1日
- 松方正義　1906年4月1日
- 有栖川宮栽仁王　1908年4月4日
- 野津道貫　1908年10月6日
- 裕仁親王（後來的昭和天皇）　1912年9月9日
- 竹田宮恒久王　1913年10月31日
- 伊東祐亨　1913年11月10日
- 大隈重信　1916年7月14日
- 朝香宮鳩彦王　1917年10月31日
- 久邇宮多嘉王　1917年10月31日
- 北白川宮成久王　1917年10月31日
- 東久邇宮稔彦王　1917年10月31日
- 西園寺公望　1918年12月21日
- 寺内正毅　1919年11月3日　逝
- 昌德宮李王垠　1920年4月27日
- 原敬　1921年11月4日　逝
- 樺山資紀　1922年2月8日　逝
- 秩父宮雍仁親王　1922年10月25日
- 加藤友三郎　1923年8月24日　逝
- 李堈公　1924年1月8日
- 長谷川好道　1924年1月28日　逝
- 華頂宮博忠王　1924年3月19日
- 高松宮宣仁親王　1925年2月1日
- 加藤高明　1926年1月28日　逝
- 李完用　1926年2月12日
- 川村景明　1926年4月28日　逝
- 李鍵公　1926年11月3日
- 伏見宮博義王　1928年11月3日
- 奧保鞏　1928年11月10日
- 井上良馨　1929年3月22日　逝
- 賀陽宮恒憲王　1930年12月7日
- 久邇宮朝融王　1932年5月25日
- 上原勇作　1933年11月8日　逝
- 閑院宮春仁王　1934年11月3日
- 齋藤實　1936年2月26日　逝
- 高橋是清　1936年2月26日　逝
- 三笠宮崇仁親王　1936年10月1日
- 德川家達　1940年6月5日　逝
- 北白川宮永久王　1940年9月4日　逝
- 竹田宮恒德王　1940年11月3日
- 金子堅太郎　1942年5月16日　逝
- 清浦奎吾　1942年11月5日　逝
- 山本五十六　1943年4月18日　逝
- 朝香宮孚彥王　1943年11月7日
- 李鍝公　1943年11月7日
- 一木喜德郎　1944年12月17日　逝

## 日本國憲法施行後的受章者
現在的日本國憲法施行之後，扣除外國受章者，計有21受章（年月日為受章日）。
皇族與田中耕太郎以外，皆為當過內閣總理大臣者。括弧內為位階。「逝」代表逝世後追贈
- 明仁親王（上皇） 1952年11月10日

（※1989年1月7日即位時佩用菊花章頸飾）
- 正仁親王（常陸宮） 1955年11月28日
- 鳩山一郎 1959年3月7日 （正二位）逝
- 吉田茂 1964年4月29日 （從一位）

（※1967年10月20日逝世後追贈菊花章頸飾）
- 池田勇人 1965年8月13日 （正二位）逝
- 寬仁親王 1966年1月5日
- 宜仁親王（桂宮） 1968年2月27日
- 佐藤榮作 1972年11月3日 （從一位）

（※1975年6月3日逝世後追贈菊花章頸飾）
- 田中耕太郎（最高法院院長） 1974年3月1日 （正二位）逝（註3）
- 憲仁親王（高圓宮） 1974年12月29日
- 德仁親王（今上天皇） 1980年2月23日
- 大平正芳 1980年6月12日 （正二位）逝
- 文仁親王（秋篠宮） 1985年11月30日
- 岸信介 1987年8月7日 （正二位）逝
- 三木武夫 1988年11月14日 （正二位）逝
- 福田赳夫 1995年7月5日 （正二位）逝
- 中曾根康弘 1997年4月29日 （從一位）

（※2019年11月29日逝世後追贈菊花章頸飾）
- 小淵惠三 2000年5月14日 （正二位）逝
- 竹下登 2000年6月19日 （正二位）逝
- 鈴木善幸 2004年7月19日 （正二位）逝
- 橋本龍太郎 2006年7月1日 （正二位）逝
- 海部俊樹 2022年1月9日（正二位）逝
- 安倍晉三 2022年7月11日 （從一位）逝

（※2022年7月11日逝世後追贈菊花章頸飾）
註1:若為皇族則為受章當時的名字，身分依《官報》記載（括弧內為現在宮號）。皇族以外的人，在世就授與的只有吉田、佐藤、中曾根等3人，其他皆為逝世後追贈。
註2:在2003年11月3日勳章制度更正前，在綬勳證書上記載「敘任大勳位並授與菊花大綬章」將勳等與勳章區別開來，在更正後改為「授與大勳菊花大綬章」。
註3:田中耕太郎在1960年11月3日接受文化勳章。

## 外部連結
- （日語）日本の勲章・褒章